# Station Cicurug
Cicurug is een spoorwegstation in Sukabumi, West-Java, Indonesië.

## Bestemmingen
- Bumi Geulis op de lijn Station Bogor-Station Sukabumi